# Torneo NSFL Tackle Élite 2007
Il Torneo NSFL Tackle Élite 2007 è stato la 3ª edizione del campionato di football americano di prima squadra, organizzato dalla NSFL.

## Squadre partecipanti
| Club               | Città             | Stadio | Sponsor ufficiale | Risultato nella stagione 2006 |
| ------------------ | ----------------- | ------ | ----------------- | ----------------------------- |
| Fribourg Cardinals | Friburgo          |        |                   | Campioni                      |
| La Côte Centurions | Gland             |        |                   | Quinto posto                  |
| Lausanne Sharks    | Losanna           |        |                   | Terzo posto                   |
| Monthey Rhinos     | Monthey           |        |                   | Sesto posto                   |
| Morges Bandits     | Morges            |        |                   |                               |
| Neuchâtel Knights  | Neuchâtel         |        |                   | Quarto posto                  |
| Riviera Saints     | Vevey             |        |                   | Vicecampioni                  |
| Yverdon Ducs       | Yverdon-les-Bains |        |                   |                               |

## Stagione regolare

### Calendario

#### 1ª giornata
| Crans-près-Céligny 26 agosto 2007 | Morges Bandits | 0 – 42 | Yverdon Ducs | Stade de Crans |

| Crans-près-Céligny 26 agosto 2007 | Fribourg Cardinals | 24 – 8 | Riviera Saints | Stade de Crans |

| Crans-près-Céligny 26 agosto 2007 | La Côte Centurions | 36 – 12 | Monthey Rhinos | Stade de Crans |

| Crans-près-Céligny 26 agosto 2007 | Lausanne Sharks | 22 – 14 | Neuchâtel Knights | Stade de Crans |

#### 2ª giornata
| Neuchâtel 2 settembre 2007 | Yverdon Ducs | 0 – 54 | La Côte Centurions | Terrain de Puits Godet |

| Neuchâtel 2 settembre 2007 | Neuchâtel Knights | 12 – 6 | Fribourg Cardinals | Terrain de Puits Godet |

| Neuchâtel 2 settembre 2007 | Monthey Rhinos | 26 – 6 | Morges Bandits | Terrain de Puits Godet |

| Neuchâtel 2 settembre 2007 | Riviera Saints | 6 – 19 | Lausanne Sharks | Terrain de Puits Godet |

#### 3ª giornata
| La Tour-de-Peilz 9 settembre 2007 | Fribourg Cardinals | 6 – 6 | Lausanne Sharks | Terrain de Gerenaz |

| La Tour-de-Peilz 9 settembre 2007 | La Côte Centurions | 46 – 0 | Morges Bandits | Terrain de Gerenaz |

| La Tour-de-Peilz 9 settembre 2007 | Monthey Rhinos | 22 – 6 | Yverdon Ducs | Terrain de Gerenaz |

| La Tour-de-Peilz 9 settembre 2007 | Riviera Saints | 8 – 16 | Neuchâtel Knights | Terrain de Gerenaz |

#### 4ª giornata
| Chavannes-près-Renens 16 settembre 2007 | La Côte Centurions | 6 – 14 | Fribourg Cardinals |  |

| Chavannes-près-Renens 16 settembre 2007 | Monthey Rhinos | 8 – 14 | Riviera Saints |  |

| Chavannes-près-Renens 16 settembre 2007 | Lausanne Sharks | 48 – 0 | Morges Bandits |  |

| Chavannes-près-Renens 16 settembre 2007 | Yverdon Ducs | 0 – 50 (d.g.s.) | Neuchâtel Knights |  |

#### 5ª giornata
| Monthey 23 settembre 2007 | Neuchâtel Knights | 34 – 0 | Morges Bandits | Stade du Verney |

| Monthey 23 settembre 2007 | Monthey Rhinos | 0 – 39 | Lausanne Sharks | Stade du Verney |

| Monthey 23 settembre 2007 | Riviera Saints | 0 – 12 | La Côte Centurions | Stade du Verney |

| Monthey 23 settembre 2007 | Fribourg Cardinals | 50 – 0 (d.g.s.) | Yverdon Ducs | Stade du Verney |

#### 6ª giornata
| Friburgo 30 settembre 2007 | Fribourg Cardinals | 12 – 8 | Monthey Rhinos | Terrain du Guintzet |

| Friburgo 30 settembre 2007 | Neuchâtel Knights | 16 – 14 | La Côte Centurions | Terrain du Guintzet |

| Friburgo 30 settembre 2007 | Riviera Saints | 20 – 6 | Morges Bandits | Terrain du Guintzet |

| Friburgo 30 settembre 2007 | Yverdon Ducs | 0 – 50 (d.g.s.) | Lausanne Sharks | Terrain du Guintzet |

#### 7ª giornata
| La Tour-de-Peilz 7 ottobre 2007 | Fribourg Cardinals | 30 – 0 | Morges Bandits | Terrain de Gerenaz |

| La Tour-de-Peilz 7 ottobre 2007 | Neuchâtel Knights | 12 – 14 | Monthey Rhinos | Terrain de Gerenaz |

| La Tour-de-Peilz 7 ottobre 2007 | Lausanne Sharks | 22 – 0 | La Côte Centurions | Terrain de Gerenaz |

| La Tour-de-Peilz 7 ottobre 2007 | Riviera Saints | 50 – 0 (d.g.s.) | Yverdon Ducs | Terrain de Gerenaz |

### Classifica
La classifica della regular season è la seguente:
- PCT = percentuale di vittorie, G = partite giocate, V = partite vinte, N = partite pareggiate, P = partite perse, PF = punti fatti, PS = punti subiti
- La qualificazione ai playoff è indicata in verde

| Pos. | Squadra            | Punti | PCT  | G | V | N | P | PF  | PS  |
| ---- | ------------------ | ----- | ---- | - | - | - | - | --- | --- |
| 1    | Lausanne Sharks    | 19    | .929 | 7 | 6 | 1 | 0 | 206 | 26  |
| 2    | Fribourg Cardinals | 16    | .786 | 7 | 5 | 1 | 1 | 142 | 40  |
| 3    | Neuchâtel Knights  | 15    | .714 | 7 | 5 | 0 | 2 | 154 | 64  |
| 4    | La Côte Centurions | 12    | .571 | 7 | 4 | 0 | 3 | 168 | 64  |
| 5    | Riviera Saints     | 9     | .429 | 7 | 3 | 0 | 4 | 106 | 85  |
| 6    | Monthey Rhinos     | 9     | .429 | 7 | 3 | 0 | 4 | 90  | 125 |
| 7    | Yverdon Ducs       | 3     | .143 | 7 | 1 | 0 | 6 | 48  | 276 |
| 8    | Morges Bandits     | 0     | .000 | 7 | 0 | 0 | 7 | 12  | 246 |

## Playoff

### Tabellone
|  | Semifinali         | Semifinali         | Semifinali         |                    |                 | III NSFL Bowl        | III NSFL Bowl        | III NSFL Bowl        |  |
|  |                    |                    |                    |                    |                 |                      |                      |                      |  |
|  | Lausanne Sharks    | Lausanne Sharks    | 12                 |                    |                 |                      |                      |                      |  |
|  | Lausanne Sharks    | Lausanne Sharks    | 12                 |                    |                 |                      |                      |                      |  |
|  | La Côte Centurions | La Côte Centurions | 0                  |                    |                 |                      |                      |                      |  |
|  | La Côte Centurions | La Côte Centurions | 0                  |                    | Lausanne Sharks | Lausanne Sharks      | 25                   |                      |  |
|  |                    |                    |                    |                    | Lausanne Sharks | Lausanne Sharks      | 25                   |                      |  |
|  |                    |                    | Fribourg Cardinals | Fribourg Cardinals | 7               |                      |                      |                      |  |
|  | Neuchâtel Knights  | Neuchâtel Knights  | Fribourg Cardinals | Fribourg Cardinals | 7               | 0                    |                      |                      |  |
|  | Neuchâtel Knights  | Neuchâtel Knights  |                    |                    |                 | 0                    |                      |                      |  |
|  | Fribourg Cardinals | Fribourg Cardinals | 20                 |                    |                 | Finale 3º - 4º posto | Finale 3º - 4º posto | Finale 3º - 4º posto |  |
|  | Fribourg Cardinals | Fribourg Cardinals | 20                 |                    |                 |                      |                      |                      |  |
|  |                    |                    |                    |                    |                 |                      |                      |                      |  |
|  |                    |                    |                    |                    |                 | La Côte Centurions   | La Côte Centurions   | 21                   |  |
|  |                    |                    |                    |                    |                 | La Côte Centurions   | La Côte Centurions   | 21                   |  |
|  |                    |                    |                    |                    |                 | Neuchâtel Knights    | Neuchâtel Knights    | 0                    |  |

|  | Finale 5º - 6º posto |                |    |  |
|  |                      |                |    |  |
|  | Riviera Saints       | Riviera Saints | 19 |  |
|  | Monthey Rhinos       | Monthey Rhinos | 0  |  |

### Semifinali
| Neuchâtel 14 ottobre 2007, ore 11:00 | Fribourg Cardinals | 20 – 0 | Neuchâtel Knights | Terrain de Puits Godet |

| Neuchâtel 14 ottobre 2007, ore 14:00 | Lausanne Sharks | 12 – 0 o.t. | La Côte Centurions | Terrain de Puits Godet |

### Finale 5º - 6º posto
| Neuchâtel 14 ottobre 2007 | Riviera Saints | 19 – 0 | Monthey Rhinos | Terrain de Puits Godet |

### Finale 3º - 4º posto
| Chavannes-près-Renens 28 ottobre 2007, ore 10:30 | Neuchâtel Knights | 0 – 21 | La Côte Centurions |  |

### III NSFL Bowl
| Chavannes-près-Renens 28 ottobre 2007, ore 14:00 | Lausanne Sharks | 25 – 7 | Fribourg Cardinals |  |

## Verdetti
- Lausanne Sharks Campioni NSFL Tackle Élite 2007